# Думанський Михайло Ярославович
Миха́йло Яросла́вович Дума́нський (21 листопада 1968, м. Тернопіль — 19 лютого 2016, м. Краматорськ Донецької області) — український військовик, солдат Збройних сил України. Учасник російсько-української війни.

## Життєпис

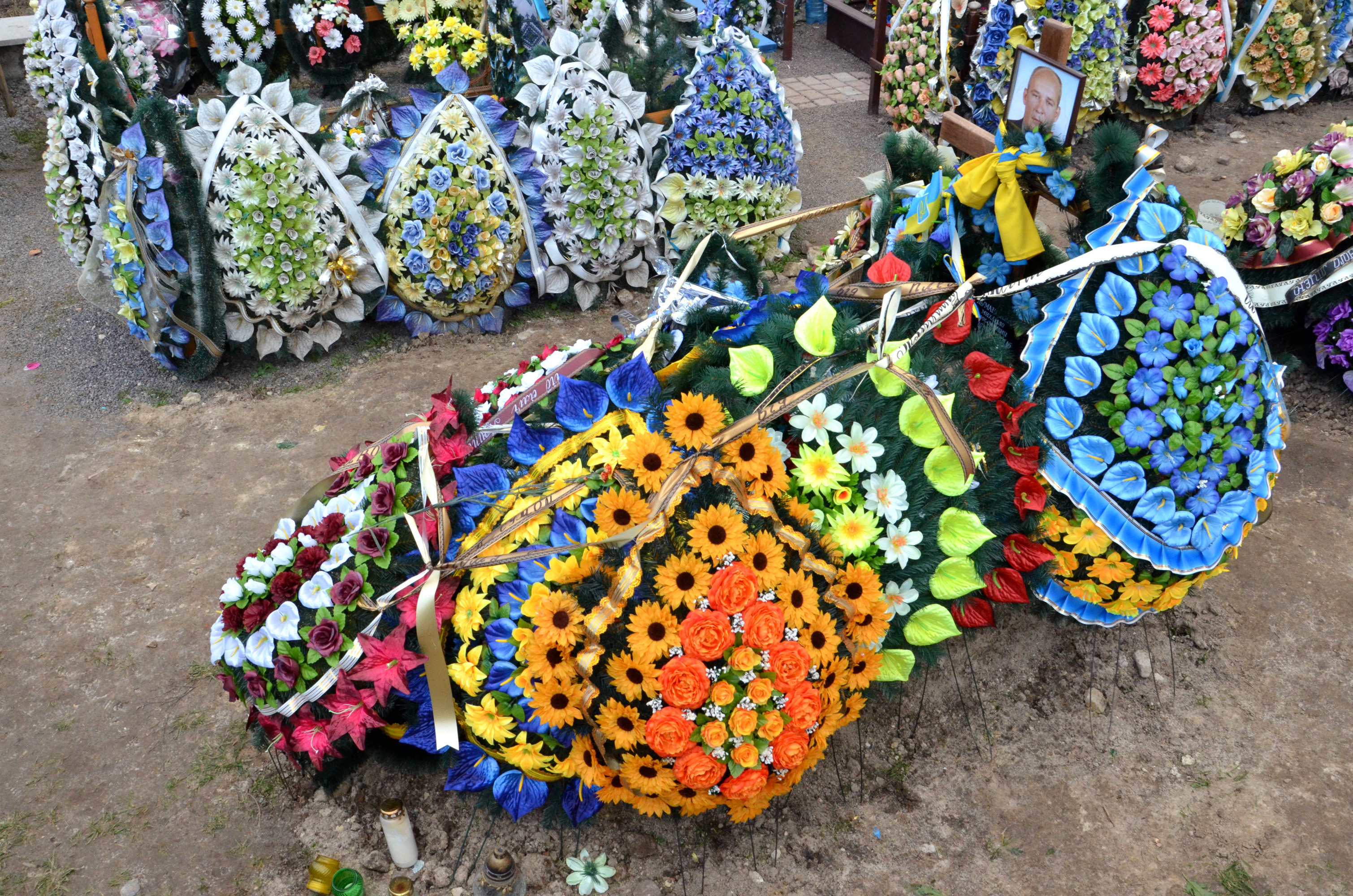
Могила Михайла Думанського

2015 року Михайло Думанський був призваний за мобілізацією та вирушив у зону бойових дій на Схід України, де служив стрільцем-зенітником 81-ї окремої аеромобільної бригади.
Помер 19 лютого 2016 року під час несення служби у місті Краматорськ на Донеччині.
24 лютого солдата-захисника поховали на Микулинецькому кладовищі.

## Відзнаки
- 19 серпня 2016 року Тернопільська міська рада присвоїла звання «Почесний громадянин міста Тернополя» (посмертно)[1].